# Triinpetdeset postaj na Tokaido
Triinpetdeset postaj na Tokaido (東海道五十三次, Tōkaidō Godžūsan-cugi), v tu predstavljeni izdaji Hōeidō 1833–1834), je zbirka lesorezov ukijo-e, ki jih je njihov avtor Utagava Hirošige ustvaril po prvem potovanju po Tōkaidō leta 1832. Pot Tōkaidō med Edom (današnji Tokio), glavnim mestom šogunata in cesarsko prestolnico Kjoto, je bila glavna pot in prevozna žila stare Japonske. Je tudi najpomembnejša od »Petih cest«, to je pet glavnih cest na Japonskem (Gokaidō), ki so jih ustvarili in zgradili v obdobju Edo z namenom, dodatno okrepiti nadzor osrednje uprave nad celotno državo.
Čeprav je izdaja Hōeidō je daleč najbolj znana, je tema triinpetdesetih postaj na Tokaido bila tako priljubljena, da je Hirošige konec koncev ustvaril kakih 30 različnih zbirk lesorezov o poti, ki se med seboj zelo razlikujejo, tako po velikosti (ōban ali čuban), zasnovi in celo po številu (nekatere med njimi vsebujejo le odtise). 
Izdaja Hōeidō Tōkaidō je najbolj znano delo Hirošige in po nakladi najbolj uspešna zbirka japonskih ukijo-e grafik. V seriji Hokusajevih Šestintrideset pogledov na goro Fudži je zbirka utemeljila to novo pomembno temo, to je ukijo-e, krajinski lesorez, tudi imenovan fūkei-ga, ki posebno poudarja »slavne poglede« (meišo). Te krajinske grafike so v celoti izkoristile nove možnosti, ki jih je nudil zahodni pristop s perspektive - pristop, ki so ga japonski umetniki v tistem trenutku v celoti osvojili in prevzeli. Hirošigejeve zbirke so bile od vsega začetka popoln uspeh, ne samo na Japonskem, temveč kasneje tudi na zahodu.

## Tōkaidō
Tōkaidō je ena od petih poti, ki so jih zgradili, ko je vladal Tokugava Iejasu. Povezovale so t. i. vzhodno glavno mesto Edo, kasnejši Tokio, z drugimi deli Japonske. Tōkaidō je vodila iz Eda v tedanje glavno mesto Kjoto. Pot Tōkaidō, najbolj pomembna in najbolj obljudena med temi novimi cestami, je vodila po vzhodni strani otoka Honšu, od koder tudi njeno ime »Vzhodnomorska cesta«. Ob poti je bilo nanizanih 53 poštnih postaj, ki so nudile potniku hrano, hlev in prenočišče.

## Hirošige in Tōkaidō
Leta 1832 je Hirošige prepotoval celo pot od Eda do Kjota v spremstvu uradnega poslanca, katerega naloga je bila imperialnemu dvoru dostaviti čredo konj. Konji so bili letni dar šoguna kot priznanje cesarjevega božanskega statusa.
Pokrajine, skozi katere ga je vodila pot, so na umetnika naredile globok vtis; na poti je ustvaril številne skice, tako tudi med povratkom po isti poti v Edo. Po povratku domov je takoj začel pripravljati prvi natis zbirke Triinpetdeset postaj na Tokaido. Sčasoma je celotna serija narasla na 55 slik, po eno za vsako postajo in dodatno še dve za začetno in končno točko poti.
Prvo izdajo zbirke sta izdali založniški hiši Senkakudō in Hōeidō, ki je poznejše zbirke izdajala sama. Lesorezi tega sloga so se novi običajno prodajali za ceno med 12 in 16 bakrenih kovancev na sliko, toliko, kot so takrat stali slamnati sandali ali skodelica juhe. Zbirka Triinpetdeset postaj na Tōkaidō je doživela nesluten uspeh in Hirošige je postal eden najbolj uglednih in uspešnih avtorjev grafik obdobja Tokugava.
Hirošige je v sodelovanju z umetnikom Keisai Eisen, ki se je specializiral za bijin-ga (slike lepih žensk), nadaljeval z zbirko Devetinšestdeset postaj Kiso Kaidō, ki slika poštne postaje na poti Nakasendō (ki so ji rekli tudi Kiso Kaidō).
Zbirka poleg triinpetdesetih postaj na sami poti Tōkaidō vsebuje tudi sliko z začetka poti na Nihonbaši (Japonski most), in sliko z njenega konca v glavnem mestu cesarstva, Kjotu.
- Odhod iz Eda : Nihonbaši, Japonski most - 日本橋
- 1. postaja : Šinagava - 品 - 品
- 2. postaja : Kavasaki - 川崎
- 3. postaja : Kanagava - 神奈
- 4. postaja : Hodogaja - 程ヶ谷, 保土ヶ谷
- 5. postaja : Tocuka 戸塚 -
- 6. postaja : Fudžisava - 藤沢
- 7. postaja : Hiracuka - 平塚
- 8. postaja : Ojso - 大磯
- 9. postaja : Odavara (Brod čez reko Sakava. - 小田原
- 10. postaja : Hakone - 箱根
- 11.-  postaja : Mišima 三島
- 12. postaja : Numadzu - 沼津
- 13. postaja : Hara - 原
- 14. postaja : Jošivara - 吉原
- 15. postaja :Kambara - 蒲原
- 16. postaja : Jui - 由井, 由比
- 17. postaja : Okicu - 興津
- 18. postaja : Edžiri - 江尻
- 19. postaja : Fučū - 府中, 駿府
- 20. postaja : Mariko - 鞠子, 丸子
- 21. postaja : Okabe - 岡部
- 22. postaja : Fudžieda - 藤枝
- 23. postaja : Šimada - 島田
- 24. postaja : Kanaja - 金屋, 金谷
- 25. postaja : Nisaka - 日坂
- 26. postaja : Kakegava - 掛川
- 27. postaja : Fukuroi - 袋井
- 28. postaja :Mitsuke - 見附
- 29. postaja : Hamamatsu - 浜松
- 30. postaja : Maisaka - 舞阪
- 31. postaja : Arai - 荒井, 新居
- 32. postaja : Širasuka - 白須賀
- 33. postaja : Futagava - 二川
- 34. postaja : Jošida - 吉田
- 35. postaja : Goju - 御油
- 36. postaja : Akasaka - 赤坂
- 37. postaja : Fudžikava - 藤川
- 38. postaja : Okazaki - 岡崎
- 39. postaja : Chirju - 地鯉鮒, 知立
- 40. postaja : Narumi - 鳴海
- 41. postaja : Mija - 宮
- 42. postaja : Kuvana - 桑名
- 43. postaja : Jokaiči - 四日市
- 44. postaja : Išijakuši - 石薬師
- 45. postaja :Šōno je ena od najbolj slavnih slik zbirke. - 庄野
- 46. postaja :Kamejama - 亀山
- 47. postaja : Seki
- 48. postaja : Sakanošita - 坂下
- 49. postaja : Cučijama - 土山
- 50. postaja : Minakuči - 水口
- 51. postaja : Išibe - 石部
- 52. postaja : Kusacu - 草津
- 53. postaja : Ocu - 大津
- Konec Tokaido: prihod v Kjoto. - 京師

## Zgodovinski vpliv
V času, ko je živel v Parizu, je Vincent van Gogh strastno zbiral lesoreze ukiyo-e in si skupaj z bratom v galeriji S. Bing nakupil zbirko več sto slik V tej zbirki so bila tudi dela iz Triinpetdeset postaj na Tōkaidō; pod vplivom te zbirke je Van Gogh vgradil njene slogovne elemente, tako jasne barve, podrobnosti iz narave in neobičajne perspektive, tudi v svoja dela. V zasebni korespondenci piše, da , »...vse moje delo sloni na japonski umetnosti...«; impresioniste je imel »francoske Japonce«.
Arhitekt Frank Lloyd Wright je bil strasten zbiratelj Hirošigejevih del, med drugim jed bil tudi lastnik zbirke Triinpetdeset postaj na Tōkaidō. Leta 1906 je priredil prvo retrospektivo Hirošigejevih del na Art Institute of Chicago, ki jih je v katalogu razstave opisal kot nekaj »najdragocenejših prispevkov, ki so bili kadar koli dani svetovni umetnosti«. Wright je tudi izdelal načrte za porazdelitev razstavljenih umetnin, ki je tistikrat pomenila največjo razstavo slik dotlej. Wright je ta dela cenil tako na profesionalni kot tudi na estetski ravni, bila so mu vir navdiha v naravo in oblikovanje struktur, poškodovanim odtisom je dodajal črte in sence v prizadevanju, da bi se dokopal do njihovih ustvarjalnih načel.